# Gucci Mane
Radric Delantic Davis (nascut el 12 de febrer de 1980), conegut professionalment com Gucci Mane, és un raper i executiu discogràfic estatunidenc. Se li atribueix, juntament amb els seus companys rapers d'Atlanta TI i Jeezy, ser pioner en la música trap del subgènere hip hop per al públic principal als anys 2000. El seu àlbum d'estudi debut, Trap House (2005) va ser llançat pel segell independent Big Cat Records i va entrar al Billboard 200; va ser seguit per Hard to Kill (2006), que va generar la seva primera entrada al Billboard Hot 100 amb el seu senzill de 2007, "Freaky Gurl". Aquest mateix any, va llançar el seu tercer àlbum, Trap-A-Thon abans de signar amb Atlantic Records per publicar el seu quart àlbum, Back to the Trap House (2007).
Durant aquest temps, va continuar llançant una sèrie de mixtapes independents amb l'aclamació regional. Davis va signar amb el segell germà d'Atlantic, Warner Bros. Records, per llançar el seu sisè àlbum i debut amb un segell important, The State vs. Radric Davis (2009). Precedit pel senzill "Lemonade", amb doble certificació de platí, va assolir el màxim dins del top ten del Billboard 200, mentre que la seqüela de l'àlbum, The Appeal: Georgia's Most Wanted (2010) va assolir el número quatre. Després d'un empresonament de dos anys entre 2014 i 2016, va ressorgir amb diversos projectes de venda al detall començant amb el seu novè àlbum, Everybody Looking (2016), que va assolir el número dos del Billboard 200. Va aparèixer com a convidat al senzill "Black Beatles" de Rae Sremmurd aquell mateix any, que es va convertir en la seva primera cançó a assolir el cim del Billboard Hot 100.
Gucci Mane ha publicat setze àlbums d'estudi i setanta-un mixtapes des que va començar la seva carrera el 2001. Va fundar el segell distribuït per Atlantic Records 1017 Records el 2007, que ha signat artistes com Young Thug, Waka Flocka Flame, Chief Keef i Pooh Shiesty, entre d'altres. Al llarg de la seva carrera, ha treballat amb artistes que abasten nombrosos gèneres, com ara The Weeknd, Drake, Lil Wayne, Chris Brown, Selena Gomez, Mariah Carey, Usher, Bruno Mars i Marilyn Manson. La seva prolífica producció i influència li ha valgut els títols de "[un] avatar de l'est d'Atlanta" i "el raper underground més influent dels anys 2000". Va ser nominat a un premi Grammy el 2020.